# 杞國
杞國，是中國歷史上自商朝到戰國初年的一個諸侯國，國祚延綿1000多年，國君為姒姓，禹的後裔。商汤灭夏后，分封夏朝的后人于杞，此后杞国时存时灭。周朝初年，再次赐予杞國封号，自東樓公起，有史料可考的傳了二十位國君。直到西元前445年，杞國亡于楚國。
杞國是小國，史書罕有記載，《史記》雖有「陳杞世家」記載陳、杞兩國的歷史，但對杞國的描述只有二百七十多字，而且還特別說：「杞小微，其事不足稱述。」這樣的小國，在周圍強鄰的壓迫下，被迫屢次遷徙。杞國最初大致在今河南省杞縣一帶，後來遷到今山東省新泰，後又遷至昌樂、再至安丘一帶。
杞國雖小，但也有其重要意義，那就是杞國人乃是夏朝王室之後，存有夏禮，因此孔子曾爲考察夏朝之禮而到訪杞國。只是由於杞國文獻也多散失，因此孔子感慨道：“夏禮吾能言之，杞不足徵也”（《論語·八佾》）。
歷史上還流傳著一些和杞國有關的故事，《列子·天瑞》中所說的杞人憂天的故事，就發生在杞國。該成語雖說往往用來形容庸人自擾的無謂擔憂，但也有人認爲，這和杞國多經磨難而造成的國人憂患意識有關。
目前爲止，發現的杞國存在的考古證據不多。共計有六塊殷墟甲骨文提到了杞侯或杞地，可作爲商代杞國存在的證據。而在杞縣尚未找到杞國遺存，縣城中曾有後人建的東婁公廟，祭祀杞國開國君主東婁公（即東樓公），該建築在1949年後也已被拆毀。在新泰，清朝的道光和光緒年間曾出土過一批杞伯每亡所做的青銅器，2002年新泰周家莊又發現了杞國的貴族墓葬群，證實新泰曾是杞國所在地。另外，1962年，武漢市文物商店曾收購到一件杞伯每亡的簋，1966年，山東滕縣出土了一件每亡的鼎。

## 商朝時期
商朝時期，杞國就已存在。據《大戴禮記·少間篇》記載，商湯擊敗夏桀滅亡夏朝之後，將夏王室姒姓的一些遺族遷到了杞（今河南杞縣一帶）。但後來曾數次廢掉杞國封號（《史記》：「杞在商時，或封或絕」）。
杞國的存在也得到了殷商甲骨文的證實，武丁娶了一位杞國的女子（“婦杞”）爲妻，是其60多個妻子之一，當時，杞被冊封爲侯爵，甲骨文卜辭有【杞侯】的字樣。而在商紂（帝辛）時，卜辭上也有：「壬辰卜，在杞，貞：今日王步于商，亡災？」的字樣。
另外，殷墟甲骨文中所提到的“己方”也有可能是指杞国。

## 周朝時期
周武王滅商之後，尋找大禹的後裔，結果找到了東樓公，便封他到杞地，延續杞國國祚，主管對禹的祭祀。同時把舜的後人封到陳國，主管對舜的祭祀。
從東樓公到杞謀娶公，《史記》記載共傳四世，其間年份不詳，但謀娶公在位時期，正值周厲王當政，和周武王封東樓公差了200多年，共經歷了十個周王，因此，有人推算，其間杞國的世系一定有所缺漏。
杞謀娶公的時候，將杞國從杞縣一帶遷到了山東。當時，杞國曾先後受到宋國、淮夷、徐國等勢力的攻打，無法在河南立足，只得暫到山東滕縣附近的邾國避難，而後遷徙到到新泰一帶。
後來，由於別國的入侵，杞國被迫繼續向東遷徙。先回到國君的祖籍今濰坊市，後來，西元前646年，杞成公在位時，將杞國遷到緣陵，即今山東昌樂縣附近。到了魯襄公二十九年（西元前544年），杞文公又把國遷到淳于，即現在山東安丘縣附近。現在安丘黃旗堡鎮西南的杞國古城遺址，是杞都城之一。
杞國弱小，又夾在齊、魯之間，常被侵擾，魯國就藉口杞君“不敬”，多次“伐杞”、“入杞”，侵佔“杞田”。杞國爲求自保，便和晉國結盟。
杞國末年，內政不穩，連續出現國君的弟弟弑君自立的情況。西元前506年，杞悼公死，杞隱公即位，但只過了幾個月，就被其弟弟所殺，這就是杞僖公。好景不長，杞僖公死後把國君之位傳給了兒子杞湣公，在位16年後，於西元前471年又被其弟弟所殺，這就是杞哀公。《史記》中記載杞國事迹不多，基本上只是敍述國君的世系，其所提到的杞國事件，唯有這兩件兄弟相殘之事。
前445年，杞國終於在楚惠王的進攻之下亡國，杞簡公成了末代君主。

## 杞國君主
商代時的杞國君主已不可考，周朝時期杞國國君世系較全，現公認能考證出來的有20位國君，自杞東樓公始，至杞簡公終，基本父子相繼，偶有兄終弟及。其中杞武公之前四位國君在位具體時間不可考，並且其間很可能還有缺漏。杞武公之後的君主在位時間都有記載，其中最長的是杞桓公，在位共70年，最短的是杞隱公，在位僅數月，便被弟弟殺死篡位。
至於杞國國君的爵位，雖然《史記》皆記載爲公爵，但實際上爵位卻有變化。周武王時封杞，拜爲列國，待爲上公，禮遇極隆。東周平王東遷之後，周王室衰落，杞國封號逐漸被貶，在《春秋》等史書中，杞國國君時而被稱“杞侯”、時而被稱爲“杞伯”，甚至被稱爲“杞子”。新泰等地出土的杞國青銅器銘文上有杞伯每亡的標記，可以證明杞國爵位曾降至伯爵。

### 杞國國君列表
| 諡號     | 国君本名 | 在位時間         | 在位年數 | 國都                                       |
| 杞東樓公 |          |                  |          | 杞地（今河南省杞縣）                       |
| 杞西樓公 |          |                  |          | 杞地（今河南省杞縣）                       |
| 杞題公   |          |                  |          |                                            |
| 杞謀娶公 |          |                  |          |                                            |
| 杞伯每亡 | 每亡     | 春秋早期         |          |                                            |
| 杞武公   |          | 前750年－前704年 | 在位47年 |                                            |
| 杞靖公   |          | 前703年－前681年 | 在位23年 |                                            |
| 杞共公   |          | 前680年－前673年 | 在位8年  |                                            |
| 杞德公   |          | 前672年－前655年 | 在位18年 |                                            |
| 杞成公   |          | 前654年－前637年 | 在位18年 | 在位时将国都迁至缘陵（今山东省昌乐县东南） |
| 杞桓公   | 姑容     | 前636年－前567年 | 在位70年 | 缘陵（今山东省昌乐县东南）                 |
| 杞孝公   | 匄       | 前566年－前550年 | 在位17年 | 缘陵（今山东省昌乐县东南）                 |
| 杞文公   | 益姑     | 前549年－前536年 | 在位14年 | 缘陵、淳于（今山东省安丘县东北）           |
| 杞平公   | 鬱       | 前535年－前518年 | 在位18年 | 淳于（今山东省安丘县东北）                 |
| 杞悼公   | 成       | 前517年－前506年 | 在位12年 | 淳于（今山东省安丘县东北）                 |
| 杞隱公   | 乞       | 前506年          | 在位7月  | 淳于（今山东省安丘县东北）                 |
| 杞僖公   | 遂       | 前505年－前487年 | 在位19年 | 淳于（今山东省安丘县东北）                 |
| 杞湣公   | 維       | 前486年－前471年 | 在位16年 | 淳于（今山东省安丘县东北）                 |
| 杞哀公   | 閼路     | 前470年－前461年 | 在位10年 | 淳于（今山东省安丘县东北）                 |
| 杞出公   | 欶       | 前460年－前449年 | 在位12年 | 淳于（今山东省安丘县东北）                 |
| 杞簡公   | 春       | 前448年－前445年 | 在位4年  | 淳于（今山东省安丘县东北）                 |

## 其他人物
- 杞伯姬，魯莊公的女儿，杞成公夫人
- 杞叔姬，鲁僖公的女儿，杞桓公夫人
- 杞姒，宋皇野之妻